# 布仁立
爵士，KBE，GBS，AC，QC（Sir Francis Gerard Brennan，1928年5月22日—2022年6月1日）前澳洲首席大法官及香港終審法院非常任法官。

## 簡介
1928年，布伦南生於澳洲昆士蘭洛坎普頓。擁有昆士蘭大學文學及法律學士學位。1951年在昆士蘭獲認許為執業大律師。1965年獲委任為御用大律師。1977年至1981年，出任澳洲聯邦法院法官。1981年，獲委任為澳洲高等法院大法官。1995年，出任澳洲高等法院首席大法官，直至1998年退休。2000年至2012年，出任香港終審法院其他普通法適用地區非常任法官。

## 榮譽
- 1981年獲頒授英國KBE勳銜
- 1988年獲頒授澳洲AC勳銜
- 2013年獲頒授香港金紫荊星章